# Bernloh (Warngau)
Bernloh ist ein Gemeindeteil der Gemeinde Warngau im oberbayerischen Landkreis Miesbach. 

## Geographie
Das Dorf liegt südlich von Einhaus, einem Gemeindeteil von Warngau, an der Kreisstraße MB 10 und der Kreisstraße MB 7. Westlich des Ortes verläuft die B 318 und südlich B 422. Der Ort wurde im Jahr 1173 erstmalig urkundlich unter dem Namen Pernlohe erwähnt.

## Baudenkmäler
In der Liste der Baudenkmäler in Warngau sind für Bernloh elf Baudenkmäler aufgeführt, darunter drei kleine Kapellen:
- die Hofkapelle (Bernloh 17),
- die Kapelle (Bernloh 23 a) und
- die Wegkapelle (Tempel 1).

## Persönlichkeiten
- Andreas Mehringer (1911–2004), deutscher Sozial-/Heilpädagoge

## Belege
1. ↑  Bernloh. Gemeinde Warngau